# Piasecki PV-2
Il Piasecki PV-2, o più correttamente P-V Engineering Forum PV-2, era un elicottero sperimentale monomotore a pistoni realizzato dall'azienda statunitense P-V Engineering Forum (successivamente Piasecki Helicopter Corporation) nel 1943.
Il PV-2 è noto anche per essere stato il secondo elicottero, dopo il Vought-Sikorsky VS-300, ad effettuare un volo libero nel territorio degli Stati Uniti d'America.

## Storia

### Sviluppo
Negli anni quaranta Frank Piasecki, che aveva precedentemente lavorato alla Kellett Autogiro Corporation, poi alla Platt-LePage Aircraft Company, decise di fondare con la collaborazione di F.M.Vinsie ed Elliott Daland un gruppo di studio per sviluppare nuove tecnologie da applicare ai mezzi aerei ad ala rotante, la P-V Engineering Forum. Sfruttando l'esperienza acquisita nella costruzione di autogiro e del Platt-LePage XR-1, primo elicottero statunitense da adottare la configurazione di rotori in tandem, cominciò a sviluppare un dimostratore tecnologico a cui applicare sistemi di controllo innovativi.
Come già accaduto al "rivale" Igor Sikorsky, fu necessario affrontare il problema delle vibrazioni del rotore principale, che, se lasciate fuori controllo, portavano alla distruzione dei prototipi. A differenza della soluzione adottata dal concorrente, che pensò di risolvere il problema calibrando meticolosamente il peso delle pale, facendo in modo che ogni singolo elicottero avesse le pale tutte dello stesso peso, Piasecki ritenne di ricorrere all'equilibratura dinamica del rotore, bilanciandolo in rotazione.
Al contrario, per risolvere il problema della governabilità in volo, anche Piasecki pensò di ricorrere alle soluzioni già adottate da Sikorsky, cioè a un rotore equilibratore posizionato all'estremità della trave di coda e al comando ciclico. Il controllo di direzione avveniva quindi anche per il suo prototipo attraverso un dispositivo controllato dal pilota tramite una cloche che agiva sull'angolo d'attacco delle pale variandolo, appunto, ciclicamente ad ogni giro completo.
I dispositivi vennero montati su un elicottero sperimentale in configurazione tripala, che assunse la designazione aziendale PV-2. La struttura era semplice, costituita da un telaio di tubi saldati ricoperta da tela. Vi era posto per il solo pilota che aveva a disposizione una cabina chiusa da una grande finestratura per migliorare il comfort di pilotaggio. Poiché le pale del rotore principale erano collegare senza cerniere di flappeggio, l'elicottero si può considerare il primo modello effettivamente volante realizzato in configurazione con rotore rigido.
Il PV-2 fu portato in volo con successo per la prima volta l'11 aprile 1943 con lo stesso Piasecki ai comandi che constatò il raggiungimento delle specifiche progettuali, abbinato a buone caratteristiche di volo. Con l'elicottero, vennero effettuate alcune dimostrazioni. Una delle più celebri fu quella con la quale Piasecki atterrò in una stazione di servizio lungo una strada, chiedendo allo sbalordito gestore un rifornimento di carburante e la pulizia del parabrezza. Terminate le comuni operazioni, l'elicottero decollò per poi atterrare sul prato di un campo da golf. Il pilota estrasse dal bagagliaio la sacca con le mazze e iniziò una partita.
Malgrado le ottime caratteristiche di volo per l'epoca, il progettista comprese che il favore degli enti militari era rivolto verso i lavori di Sikorsky. Decise pertanto di abbandonare ulteriori sviluppi del PV-2, ritornando alla configurazione a due rotori in tandem che lasciava intravedere la possibilità di sollevare carichi maggiori e che portò alla realizzazione del successivo Piasecki HRP Rescuer.

## Esemplari attualmente esistenti
L'unico esemplare realizzato è ora esposto presso le strutture museali del Steven F. Udvar-Hazy Center, in Virginia, sezione staccata del National Air and Space Museum.